# ریتز (فیلم)
ریتز (انگلیسی: The Ritz) یک فیلم کمدی لوده‌گری به کارگردانی ریچارد لستر است که در سال ۱۹۷۶ منتشر شد.

## بازیگران
- جک وستون
- ریتا مورنو
- جری استیلر
- اف. موری آبراهام
- کی بالارد
- تریت ویلیامز
- بسی لاو
- هیو فریزر